# Wereldkampioenschappen kortebaanzwemmen 2018
De wereldkampioenschappen kortebaanzwemmen 2018 werden van 11 tot en met 16 december 2018 georganiseerd in Hangzhou, China.

## Programma
| S | Series | HF | Halve finales | Goud | Finale |

| Ochtendsessie | 09:30 (lokale tijd) 02:30 (MET) | Avondsessie | 19:00 (lokale tijd) 12:00 (MET) |

| Onderdeel         | December | December | December | December | December | December | December | December | December | December | December | December |
| Onderdeel         | 11       | 11       | 12       | 12       | 13       | 13       | 14       | 14       | 15       | 15       | 16       | 16       |
| ----------------- | -------- | -------- | -------- | -------- | -------- | -------- | -------- | -------- | -------- | -------- | -------- | -------- |
| 50m vrije slag    |          |          |          |          | S        | HF       |          | Goud     |          |          |          |          |
| 100m vrije slag   |          |          |          |          |          |          |          |          | S        | HF       |          | Goud     |
| 200m vrije slag   |          |          | S        | Goud     |          |          |          |          |          |          |          |          |
| 400m vrije slag   | S        | Goud     |          |          |          |          |          |          |          |          |          |          |
| 1500m vrije slag  |          |          |          |          |          |          |          |          | S        |          |          | Goud     |
| 50m rugslag       |          |          |          |          | S        | HF       |          | Goud     |          |          |          |          |
| 100m rugslag      | S        | HF       |          | Goud     |          |          |          |          |          |          |          |          |
| 200m rugslag      |          |          |          |          |          |          |          |          |          |          | S        | Goud     |
| 50m schoolslag    |          |          |          |          |          |          |          |          | S        | HF       |          | Goud     |
| 100m schoolslag   | S        | HF       |          | Goud     |          |          |          |          |          |          |          |          |
| 200m schoolslag   |          |          |          |          | S        | Goud     |          |          |          |          |          |          |
| 50m vlinderslag   |          |          |          |          |          |          | S        | HF       |          | Goud     |          |          |
| 100m vlinderslag  |          |          | S        | HF       |          | Goud     |          |          |          |          |          |          |
| 200m vlinderslag  | S        | Goud     |          |          |          |          |          |          |          |          |          |          |
| 100m wisselslag   |          |          |          |          | S        | HF       |          | Goud     |          |          |          |          |
| 200m wisselslag   | S        | Goud     |          |          |          |          |          |          |          |          |          |          |
| 400m wisselslag   |          |          |          |          |          |          |          |          | S        | Goud     |          |          |
| 4x50m vrije slag  |          |          |          |          |          |          | S        | Goud     |          |          |          |          |
| 4x100m vrije slag | S        | Goud     |          |          |          |          |          |          |          |          |          |          |
| 4x200m vrije slag |          |          |          |          |          |          | S        | Goud     |          |          |          |          |
| 4x50m wisselslag  |          |          |          |          |          |          |          |          | S        | Goud     |          |          |
| 4x100m wisselslag |          |          |          |          |          |          |          |          |          |          | S        | Goud     |
| Totaal            | 4        | 4        | 3        | 3        | 2        | 2        | 5        | 5        | 3        | 3        | 5        | 5        |

| Onderdeel         | December | December | December | December | December | December | December | December | December | December | December | December |
| Onderdeel         | 11       | 11       | 12       | 12       | 13       | 13       | 14       | 14       | 15       | 15       | 16       | 16       |
| ----------------- | -------- | -------- | -------- | -------- | -------- | -------- | -------- | -------- | -------- | -------- | -------- | -------- |
| 50m vrije slag    |          |          |          |          |          |          |          |          | S        | HF       |          | Goud     |
| 100m vrije slag   |          |          | S        | HF       |          | Goud     |          |          |          |          |          |          |
| 200m vrije slag   | S        | Goud     |          |          |          |          |          |          |          |          |          |          |
| 400m vrije slag   |          |          |          |          |          |          | S        | Goud     |          |          |          |          |
| 800m vrije slag   |          |          | S        |          |          | Goud     |          |          |          |          |          |          |
| 50m rugslag       |          |          |          |          |          |          | S        | HF       |          | Goud     |          |          |
| 100m rugslag      | S        | HF       |          | Goud     |          |          |          |          |          |          |          |          |
| 200m rugslag      |          |          |          |          | S        | Goud     |          |          |          |          |          |          |
| 50m schoolslag    | S        | HF       |          | Goud     |          |          |          |          |          |          |          |          |
| 100m schoolslag   |          |          |          |          |          |          | S        | HF       |          | Goud     |          |          |
| 200m schoolslag   |          |          |          |          |          |          |          |          |          |          | S        | Goud     |
| 50m vlinderslag   |          |          |          |          | S        | HF       |          | Goud     |          |          |          |          |
| 100m vlinderslag  |          |          |          |          |          |          |          |          | S        | HF       |          | Goud     |
| 200m vlinderslag  |          |          | S        | Goud     |          |          |          |          |          |          |          |          |
| 100m wisselslag   |          |          |          |          | S        | HF       |          | Goud     |          |          |          |          |
| 200m wisselslag   |          |          |          |          |          |          |          |          | S        | Goud     |          |          |
| 400m wisselslag   | S        | Goud     |          |          |          |          |          |          |          |          |          |          |
| 4x50m vrije slag  |          |          |          |          |          |          |          |          |          |          | S        | Goud     |
| 4x100m vrije slag | S        | Goud     |          |          |          |          |          |          |          |          |          |          |
| 4x200m vrije slag |          |          |          |          |          |          |          |          | S        | Goud     |          |          |
| 4x50m wisselslag  |          |          | S        | Goud     |          |          |          |          |          |          |          |          |
| 4x100m wisselslag |          |          |          |          |          |          |          |          |          |          | S        | Goud     |
| Totaal            | 3        | 3        | 4        | 4        | 3        | 3        | 3        | 3        | 4        | 4        | 5        | 5        |

| Onderdeel        | December | December | December | December | December | December | December | December | December | December | December | December |
| Onderdeel        | 11       | 11       | 12       | 12       | 13       | 13       | 14       | 14       | 15       | 15       | 16       | 16       |
| ---------------- | -------- | -------- | -------- | -------- | -------- | -------- | -------- | -------- | -------- | -------- | -------- | -------- |
| 4x50m vrije slag |          |          | S        | Goud     |          |          |          |          |          |          |          |          |
| 4x50m wisselslag |          |          |          |          | S        | Goud     |          |          |          |          |          |          |
| Totaal           |          |          | 1        | 1        | 1        | 1        |          |          |          |          |          |          |

## Medailles

### Mannen
| Onderdeel            | Goud | Goud       | Zilver | Zilver   | Brons                                                                            | Brons    |
| -------------------- | --- | ---------- | --- | -------- | -------------------------------------------------------------------------------- | -------- |
| Vrije slag           | |            | |          |                                                                                  |          |
| 50 m                 | Vladimir Morozov Rusland                                                                                                  | 20,33      | Caeleb Dressel Verenigde Staten | 20,54    | Bradley Tandy Zuid-Afrika                                                        | 20,94    |
| 100 m                | Caeleb Dressel Verenigde Staten                                                                                           | 45,62      | Vladimir Morozov Rusland | 45,64    | Chad le Clos Zuid-Afrika                                                         | 45,89    |
| 200 m                | Blake Pieroni Verenigde Staten                                                                                            | 1.41,49    | Danas Rapšys Litouwen | 1.41,78  | Alexander Graham Australië                                                       | 1.42,28  |
| 400 m                | Danas Rapšys Litouwen | 3.34,01 CR | Henrik Christiansen Noorwegen | 3.36,64  | Gabriele Detti Italië                                                            | 3.37,54  |
| 1500 m               | Mychailo Romantsjoek Oekraïne                                                                                             | 14.09,14   | Gregorio Paltrinieri Italië | 14.09,87 | Henrik Christiansen Noorwegen                                                    | 14.19,39 |
| Rugslag              | |            | |          |                                                                                  |          |
| 50 m                 | Jevgeni Rylov Rusland | 22,58      | Ryan Murphy Verenigde Staten | 22,63    | Shane Ryan Ierland                                                               | 22,76    |
| 100 m                | Ryan Murphy Verenigde Staten                                                                                              | 49,23      | Xu Jiayu China | 49,26    | Kliment Kolesnikov Rusland                                                       | 49,40    |
| 200 m                | Jevgeni Rylov Rusland | 1.47,02    | Ryan Murphy Verenigde Staten | 1.47,34  | Radosław Kawęcki Polen                                                           | 1.48,25  |
| 200 m                | Jevgeni Rylov Rusland | 1.47,02    | Ryan Murphy Verenigde Staten | 1.47,34  | Mitch Larkin Australië                                                           | 1.48,25  |
| Schoolslag           | |            | |          |                                                                                  |          |
| 50 m                 | Cameron van der Burgh Zuid-Afrika                                                                                         | 25,41 CR   | Ilja Sjymanovitsj Wit-Rusland | 25,77    | Felipe Lima Brazilië                                                             | 25,80    |
| 100 m                | Cameron van der Burgh Zuid-Afrika                                                                                         | 56,01 CR   | Ilja Sjymanovitsj Wit-Rusland | 56,10    | Yasuhiro Koseki Japan                                                            | 56,13    |
| 200 m                | Kirill Prigoda Rusland | 2.00,16 CR | Qin Haiyang China | 2.01,15  | Marco Koch Duitsland                                                             | 2.01,42  |
| Vlinderslag          | |            | |          |                                                                                  |          |
| 50 m                 | Nicholas Santos Brazilië                                                                                                  | 21,81 CR   | Chad le Clos Zuid-Afrika | 21,97    | Dylan Carter Trinidad en Tobago                                                  | 22,38    |
| 100 m                | Chad le Clos Zuid-Afrika                                                                                                  | 48,50      | Caeleb Dressel Verenigde Staten | 48,71    | Li Zhuhao China                                                                  | 49,25    |
| 200 m                | Daiya Seto Japan | 1.48,24 WR | Chad le Clos Zuid-Afrika | 1.48,32  | Li Zhuhao China                                                                  | 1.50,39  |
| Wisselslag           | |            | |          |                                                                                  |          |
| 100 m                | Kliment Kolesnikov Rusland                                                                                                | 50,63 CR   | Marco Orsi Italië | 51,03    | Hiromasa Fujimori Japan                                                          | 51,53    |
| 200 m                | Wang Shun China | 1.51,01    | Josh Prenot Verenigde Staten | 1.52,69  | Hiromasa Fujimori Japan                                                          | 1.52,73  |
| 400 m                | Daiya Seto Japan | 3.56,43    | Thomas Fraser-Holmes Australië | 4.02,74  | Brandonn Almeida Brazilië                                                        | 4.03,71  |
| Vrije slag estafette | |            | |          |                                                                                  |          |
| 4x50 m               | Verenigde Staten Caeleb Dressel Ryan Held Jack Conger Michael Chadwick Michael Andrew Michael Jensen Kyle DeCoursey       | 1.21,80    | Rusland Vladimir Morozov Jevgeni Sedov Ivan Koezmenko Jevgeni Rylov Kliment Kolesnikov Sergej Fesikov                                             | 1.22,22  | Italië Santo Condorelli Andrea Vergani Lorenzo Zazzeri Alessandro Miressi        | 1.22,90  |
| 4x100 m              | Verenigde Staten Caeleb Dressel Blake Pieroni Michael Chadwick Ryan Held Kyle DeCoursey Michael Jensen Matt Grevers       | 3.03,03 WR | Rusland Vladislav Grinev Sergej Fesikov Vladimir Morozov Kliment Kolesnikov Jevgeni Rylov Ivan Koezmenko Michail Vekovisjtsjev Ivan Girev         | 3.03,11  | Brazilië Matheus Santana Marcelo Chierighini César Cielo Breno Correia           | 3.05,15  |
| 4x200 m              | Brazilië Luiz Altamir Melo Fernando Scheffer Leonardo Coelho Breno Correia Leonardo de Deus                               | 6.46,81 WR | Rusland Martin Maljoetin Michail Vekovisjtsjev Ivan Girev Aleksandr Krasnych Michail Dovgaljoek Vladislav Grinev                                  | 6.46,84  | China Ji Xinjie Xu Jiayu Sun Yang Wang Shun Shang Keyuan Qian Zhiyong            | 6.47,53  |
| Wisselslagestafette  | |            | |          |                                                                                  |          |
| 4x50 m               | Rusland Kliment Kolesnikov Oleg Kostin Michail Vekovisjtsjev Jevgeni Rylov Kirill Prigoda Roman Sjevljakov Ivan Koezmenko | 1.30,54    | Verenigde Staten Ryan Murphy Michael Andrew Caeleb Dressel Ryan Held Matt Grevers Andrew Wilson Jack Conger Michael Chadwick                      | 1.30,90  | Brazilië Guilherme Guido Felipe Lima Nicholas Santos César Cielo Matheus Santana | 1.31,49  |
| 4x100 m              | Verenigde Staten Ryan Murphy Andrew Wilson Caeleb Dressel Ryan Held Matt Grevers Michael Andrew Jack Conger Blake Pieroni | 3.19,98 CR | Rusland Kliment Kolesnikov Kirill Prigoda Michail Vekovisjtsjev Vladimir Morozov Andrej Sjabasov Oleg Kostin Aleksandr Charlanov Vladislav Grinev | 3.20,61  | Japan Ryosuke Irie Yasuhiro Koseki Takeshi Kawamoto Katsumi Nakamura Yuma Edo    | 3.21,07  |

### Vrouwen
| Onderdeel            | Goud | Goud       | Zilver                                                                                                | Zilver  | Brons                                                                                        | Brons   |
| -------------------- | --- | ---------- | --- | ------- | -------------------------------------------------------------------------------------------- | ------- |
| Vrije slag           | |            | |         |                                                                                              |         |
| 50 m                 | Ranomi Kromowidjojo Nederland | 23,19 CR   | Femke Heemskerk Nederland                                                                             | 23,67   | Etiene Medeiros Brazilië                                                                     | 23,76   |
| 100 m                | Ranomi Kromowidjojo Nederland | 51,14 CR   | Femke Heemskerk Nederland                                                                             | 51,60   | Mallory Comerford Verenigde Staten                                                           | 51,63   |
| 200 m                | Ariarne Titmus Australië | 1.51,38    | Mallory Comerford Verenigde Staten                                                                    | 1.51,81 | Femke Heemskerk Nederland                                                                    | 1.52,36 |
| 400 m                | Ariarne Titmus Australië | 3.53,92 WR | Wang Jianjiahe China                                                                                  | 3.54,56 | Li Bingjie China                                                                             | 3.57,99 |
| 800 m                | Wang Jianjiahe China | 8.04,35    | Simona Quadarella Italië                                                                              | 8.08,03 | Leah Smith Verenigde Staten                                                                  | 8.08,75 |
| Rugslag              | |            | |         |                                                                                              |         |
| 50 m                 | Olivia Smoliga Verenigde Staten | 25,88      | Caroline Pilhatsch Oostenrijk                                                                         | 25,99   | Holly Barratt Australië                                                                      | 26,04   |
| 100 m                | Olivia Smoliga Verenigde Staten | 56,19      | Katinka Hosszú Hongarije                                                                              | 56,26   | Georgia Davies Verenigd Koninkrijk                                                           | 56,74   |
| 100 m                | Olivia Smoliga Verenigde Staten | 56,19      | Katinka Hosszú Hongarije                                                                              | 56,26   | Minna Atherton Australië                                                                     | 56,74   |
| 200 m                | Lisa Bratton Verenigde Staten | 2.00,71    | Kathleen Baker Verenigde Staten                                                                       | 2.00,79 | Emily Seebohm Australië                                                                      | 2.01,37 |
| Schoolslag           | |            | |         |                                                                                              |         |
| 50 m                 | Alia Atkinson Jamaica | 29,05      | Rūta Meilutytė Litouwen                                                                               | 29,38   | Martina Carraro Italië                                                                       | 29,59   |
| 100 m                | Alia Atkinson Jamaica | 1.03,51    | Katie Meili Verenigde Staten                                                                          | 1.03,63 | Jessica Hansen Australië                                                                     | 1.04,61 |
| 200 m                | Annie Lazor Verenigde Staten | 2.18,32    | Bethany Galat Verenigde Staten                                                                        | 2.18,62 | Fanny Lecluyse België                                                                        | 2.18,85 |
| Vlinderslag          | |            | |         |                                                                                              |         |
| 50 m                 | Ranomi Kromowidjojo Nederland | 24,47 CR   | Holly Barratt Australië                                                                               | 24,80   | Kelsi Dahlia Verenigde Staten                                                                | 24,97   |
| 100 m                | Kelsi Dahlia Verenigde Staten | 55,01      | Kendyl Stewart Verenigde Staten                                                                       | 56,22   | Daiene Dias Brazilië                                                                         | 56,31   |
| 200 m                | Katinka Hosszú Hongarije | 2.01,60    | Kelsi Dahlia Verenigde Staten                                                                         | 2.01,73 | Suzuka Hasegawa Japan                                                                        | 2.04,04 |
| Wisselslag           | |            | |         |                                                                                              |         |
| 100 m                | Katinka Hosszú Hongarije | 57,26      | Runa Imai Japan                                                                                       | 57,85   | Alia Atkinson Jamaica                                                                        | 58,11   |
| 200 m                | Katinka Hosszú Hongarije | 2.03,25    | Melanie Margalis Verenigde Staten                                                                     | 2.04,62 | Kathleen Baker Verenigde Staten                                                              | 2.05,54 |
| 400 m                | Katinka Hosszú Hongarije | 4.21,40    | Melanie Margalis Verenigde Staten                                                                     | 4.25,84 | Fantine Lesaffre Frankrijk                                                                   | 4.27,31 |
| Vrije slag estafette | |            | |         |                                                                                              |         |
| 4x50 m               | Verenigde Staten Madison Kennedy Mallory Comerford Kelsi Dahlia Erika Brown Veronica Burchill Lia Neal Olivia Smoliga              | 1.34,03 CR | Nederland Ranomi Kromowidjojo Femke Heemskerk Kim Busch Valerie van Roon Maaike de Waard              | 1.34,55 | Australië Holly Barratt Emily Seebohm Minna Atherton Carla Buchanan Ariarne Titmus           | 1.36,34 |
| 4x100 m              | Verenigde Staten Olivia Smoliga Lia Neal Mallory Comerford Kelsi Dahlia Veronica Burchill Erika Brown                              | 3.27,78    | Nederland Kim Busch Femke Heemskerk Maaike de Waard Ranomi Kromowidjojo Valerie van Roon              | 3.28,02 | China Zhu Menghui Yang Junxuan Liu Xiaohan Wang Jingzhuo                                     | 3.30,92 |
| 4x200 m              | China Li Bingjie Yang Junxuan Zhang Yuhan Wang Jianjiahe Ai Yanhan Liu Xiaohan                                                     | 7.34,08    | Verenigde Staten Leah Smith Mallory Comerford Melanie Margalis Erika Brown Lia Neal Veronica Burchill | 7.35,30 | Australië Ariarne Titmus Minna Atherton Carla Buchanan Abbey Harkin                          | 7.36,40 |
| Wisselslagestafette  | |            | |         |                                                                                              |         |
| 4x50 m               | Verenigde Staten Olivia Smoliga Katie Meili Kelsi Dahlia Mallory Comerford Kathleen Baker Kendyl Stewart Erika Brown               | 1.42,38 WR | China Fu Yuanhui Suo Ran Wang Yichun Wu Yue                                                           | 1.44,31 | Nederland Maaike de Waard Kim Busch Ranomi Kromowidjojo Femke Heemskerk                      | 1.44,57 |
| 4x100 m              | Verenigde Staten Olivia Smoliga Katie Meili Kelsi Dahlia Mallory Comerford Kathleen Baker Melanie Margalis Kendyl Stewart Lia Neal | 3.45,58 CR | China Fu Yuanhui Shi Jinglin Zhang Yufei Zhu Menghui Wang Yichun Yang Junxuan                         | 3.48,80 | Italië Margherita Panziera Martina Carraro Elena di Liddo Federica Pellegrini Ilaria Bianchi | 3.51,38 |

### Gemengd
| Onderdeel            | Goud | Goud       | Zilver                                                                                              | Zilver  | Brons | Brons   |
| -------------------- | --- | ---------- | --------------------------------------------------------------------------------------------------- | ------- | --- | ------- |
| Vrije slag estafette | |            | |         | |         |
| 4x50 m               | Verenigde Staten Caeleb Dressel Ryan Held Mallory Comerford Kelsi Dahlia Michael Andrew Michael Chadwick Olivia Smoliga Madison Kennedy | 1.27,89 WR | Nederland Jesse Puts Stan Pijnenburg Ranomi Kromowidjojo Femke Heemskerk Kim Busch Valerie van Roon | 1.28,51 | Rusland Vladimir Morozov Jevgeni Sedov Maria Kameneva Rozalja Nasretdinova Jevgeni Rylov Ivan Koezmenko Arina Soerkova | 1.28,73 |
| Wisselslagestafette  | |            | |         | |         |
| 4x50 m               | Verenigde Staten Olivia Smoliga Michael Andrew Kelsi Dahlia Caeleb Dressel Ryan Murphy Katie Meili Kendyl Stewart Michael Chadwick      | 1.36,40 WR | Nederland Jesse Puts Ties Elzerman Ranomi Kromowidjojo Femke Heemskerk Maaike de Waard Kim Busch    | 1.37,05 | Rusland Kliment Kolesnikov Oleg Kostin Rozalja Nasretdinova Maria Kameneva Jevgeni Rylov Arina Soerkova                | 1.37,33 |

## Medaillespiegel
| Plaats | Land                | Goud | Zilver | Brons | Totaal |
| 1      | Verenigde Staten    | 17   | 15     | 4     | 36     |
| 2      | Rusland             | 6    | 5      | 3     | 14     |
| 3      | Hongarije           | 4    | 1      | 0     | 5      |
| 4      | Nederland           | 3    | 6      | 2     | 11     |
| 5      | China               | 3    | 5      | 5     | 13     |
| 6      | Zuid-Afrika         | 3    | 2      | 2     | 7      |
| 7      | Australië           | 2    | 2      | 8     | 12     |
| 8      | Japan               | 2    | 1      | 5     | 8      |
| 9      | Brazilië            | 2    | 0      | 6     | 8      |
| 10     | Jamaica             | 2    | 0      | 1     | 3      |
| 11     | Litouwen            | 1    | 2      | 0     | 3      |
| 12     | Oekraïne            | 1    | 0      | 0     | 1      |
| 13     | Italië              | 0    | 3      | 4     | 7      |
| 14     | Wit-Rusland         | 0    | 2      | 0     | 2      |
| 15     | Noorwegen           | 0    | 1      | 1     | 2      |
| 16     | Oostenrijk          | 0    | 1      | 0     | 1      |
| 17     | België              | 0    | 0      | 1     | 1      |
| 17     | Duitsland           | 0    | 0      | 1     | 1      |
| 17     | Frankrijk           | 0    | 0      | 1     | 1      |
| 17     | Ierland             | 0    | 0      | 1     | 1      |
| 17     | Polen               | 0    | 0      | 1     | 1      |
| 17     | Trinidad en Tobago  | 0    | 0      | 1     | 1      |
| 17     | Verenigd Koninkrijk | 0    | 0      | 1     | 1      |
| Totaal | Totaal              | 46   | 46     | 48    | 140    |